# Semnopithecus hypoleucos
L'entello dai piedi neri (Semnopithecus hypoleucos Blyth, 1841) è un primate catarrino della famiglia dei cercopitecidi, per la precisione appartenente alla tribù dei Presbytini.
Vive in India sud-occidentale, lungo la fascia costiera al confine fra gli stati del Karnataka e del Kerala. Colonizza prevalentemente le aree di foresta pluviale, ma si ambienta bene anche alla boscaglia ed ai luoghi abitati, dimorando nei giardini.
Fra tutti gli entelli, questa specie è quella di minori dimensioni: presenta costituzione snella, con faccia seria ed accigliata ecoda più lunga del corpo, spesso portata ad arco al di sopra di esso durante la locomozione quadrupede.

Il pelo è di color grigio-bruno sul dorso, mentre tende ad inscurirsi su arti e coda: il ventre è grigio-giallastro. Le mani e la faccia sono di colore nero, da cui il nome comune.
Poco si sa sul suo stile di vita: si tratta comunque di animali diurni e tanto arboricoli quanto terricoli. Vivono in gruppi a composizione mista e variabile, anche se gli harem (gruppi con un unico maschio e numerose femmine) prevalgono sulle altre tipologie.
Si nutrono di foglie, semi e frutti, ma nelle zone in cui convivono con l'uomo mangiano anche pane ed alimenti lavorati.
La riproduzione è stata ancora poco studiata, poiché gli studi passati condotti in maniera esauriente riguardavano la specie nel suo complesso e non le singole sottospecie (quale era considerata questa popolazione): si ritiene, tuttavia, che le modalità ed i tempi della riproduzione di questi animali non differiscano di molto rispetto a quelle delle altre specie, fatta eccezione per una probabile diminuzione dei tempi di gestazione, svezzamento e raggiungimento della maturità sessuale, dovuta alla taglia minore.